# Коњиковићи (Лопаре)
Коњиковићи су насељено мјесто у општини Лопаре, Република Српска, БиХ. Према попису становништва из 2013. године, у насељу је живио свега 40 становник.

## Географија
Село се налази на Мајевици.

## Становништво
Према попису становништва из 1991. године, мјесто је имало 132 становника.
| Демографија | Демографија | Демографија |
| Година      | Становника  | Становника  |
| ----------- | ----------- | ----------- |
| 1961.       | 178         |             |
| 1971.       | 184         |             |
| 1981.       | 184         |             |
| 1991.       | 132         |             |